# Rockabilly
Rockabilly là một trong những phong cách nhạc rock and roll sớm nhất, bắt đầu từ đầu thập niên 1950 ở Hoa Kỳ, đặc biệt là ở miền Nam. Là một thể loại nhạc kết hợp âm thanh của các phong cách nhạc phương Tây Mỹ như nhạc đồng quê (country) với rhythm and blues, dẫn đến những gì được xem là rock and roll "cổ điển" Một số người cũng mô tả nó như một sự kết hợp của bluegrass với rock and roll. Thuật ngữ "rockabilly" chính nó là một từ ngữ phối hợp từ "rock" (từ "rock 'n' roll") và "hillbilly", từ thứ hai là một dẫn chiếu đến âm nhạc đồng quê (thường được gọi là "hillbilly music" vào thập niên 1940 và 1950) đóng góp rất lớn cho phong cách thể nhạc. Những ảnh hưởng quan trọng khác đối với rockabilly bao gồm nhạc swing miền tây, boogie woogie, jump blues, và nhạc điện blues.
Xác định các tính năng của âm thanh rockabilly bao gồm nhịp điệu mạnh mẽ, giọng mũi (vocal twangs), và thường sử dụng echo băng, nhưng sự thêm vào tăng dần các nhạc cụ khác nhau và hòa âm giọng hát "pha loãng" thể nhạc. Ban đầu nó được phổ biến bởi các nghệ sĩ như Johnny Cash, Bill Haley, Buddy Holly, Elvis Presley, Carl Perkins, Bob Luman, và Jerry Lee Lewis, ảnh hưởng và thành công của phong cách đã suy yếu trong những năm 1960; tuy nhiên, vào cuối những năm 1970 và đầu những năm 1980, rockabilly đã có một sự hồi sinh đáng kể. Sự quan tâm đến thể loại này vẫn tồn tại ngay cả trong thế kỷ 21, thường là trong một nền văn hoá nhóm. Rockabilly đã để lại một di sản, sinh ra một loạt các phong cách phụ và ảnh hưởng đến các thể loại khác như punk rock.